# Greve na Kellogg em 2021
A greve de 2021 da Kellogg foi uma greve trabalhista iniciada em 5 de outubro de 2021 e encerrada em 21 de dezembro de 2021 envolvendo cerca de 1.400 trabalhadores da fabricante de alimentos Kellogg's, sindicalizados como membros do Sindicato Internacional dos Trabalhadores de Panificação, Confeitaria, Tabaco e Grãos (SITPCTG). A greve foi provocada por divergências entre o sindicato e a empresa a respeito dos termos de um novo contrato de trabalho, com pontos de discórdia em relação ao atual sistema salarial de dois níveis, assistência médica, férias, benefícios de aposentadoria, ajustes de custo de vida e férias. A greve afetou todas as fábricas de produção de cereais da Kellogg nos Estados Unidos, consistindo em fábricas em Battle Creek, Michigan; Omaha, Nebraska; Lancaster, Pensilvânia; e Memphis, Tennessee. É uma das várias greves conduzidas pelo SITPCTG em 2021, incluindo ações de greve contra a Frito-Lay e a Nabisco.
A greve é a primeira a afetar a fábrica da Kellogg em Battle Creek desde 1972 e a primeira na fábrica de Lancaster desde 1985.

## Contexto

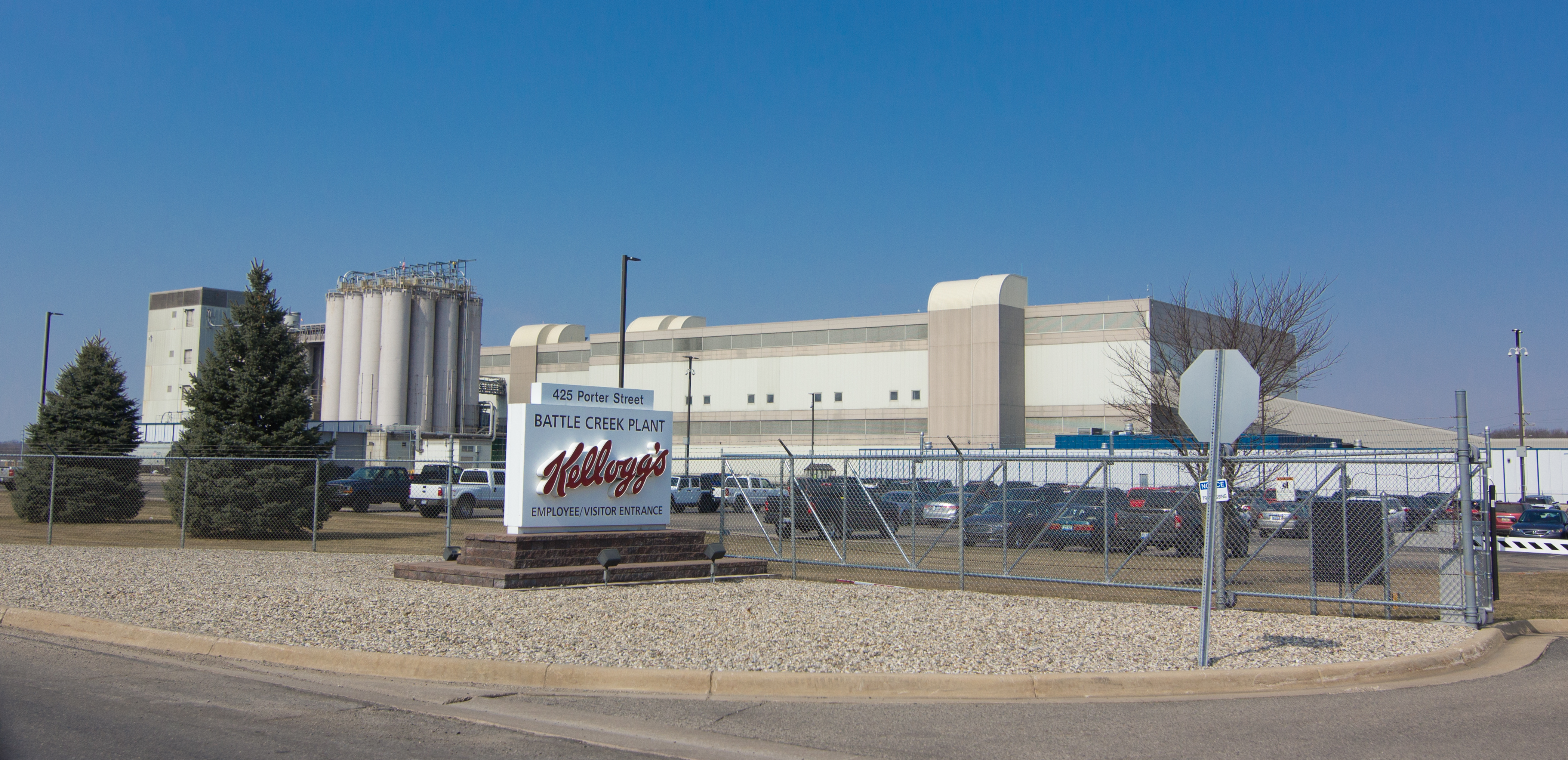
Fábrica de Battle Creek da Kellogg, 2019

A Kellogg é uma fabricante americana de alimentos que obtém aproximadamente um terço de seus lucros de sua linha de cereais matinais, que inclui marcas como Froot Loops e Frosted Flakes. Nos Estados Unidos, a empresa operava quatro fábricas de produção de cereais em Battle Creek, Michigan (também onde a empresa está sediada); Omaha, Nebraska; Lancaster, Pensilvânia ; e Memphis, Tennessee. No início de outubro de 2021, a empresa já vinha negociando há mais de um ano com o Sindicato Internacional dos Trabalhadores de Panificação, Confeitaria, Tabaco e Grãos (SITPCTG), sindicato que representa cerca de 1.400 trabalhadores nessas fábricas. O sindicato e a empresa tiveram um relacionamento difícil nos últimos anos, com a empresa realizando um locaute em sua fábrica de Memphis em 2013 e 2014, demitindo cerca de 187 trabalhadores em sua fábrica de Battle Creek em 2018 e, em setembro de 2021, anunciando que estariam demitindo cerca de outros 200 funcionários daquela fábrica, a maioria dos quais seriam funcionários sindicalizados. Um trabalhador, ao descrever a situação na fábrica de Lancaster, comparou-a a uma "morte de mil cortes". Enquanto o contrato entre sindicato e empresa havia expirado em 2020, uma prorrogação renovou o contrato existente até outubro de 2021.
Em 8 e 9 de setembro de 2021, ambos os lados apresentaram suas propostas para um novo contrato e iniciaram discussões sobre elas. No entanto, durante as negociações, as partes não chegaram a um acordo sobre várias questões importantes, incluindo políticas relativas a cuidados de saúde, férias, benefícios de aposentadoria e tempo de férias. Em particular, a Kellogg estava procurando expandir um sistema de funcionários de dois níveis composto de funcionários "legado" e "transitório". De acordo com o sistema que estava em vigor no contrato anterior de cinco anos, os funcionários transitórios recebiam menos pagamento (cerca de US $ 12 por hora a menos) e benefícios reduzidos em comparação com os funcionários antigos, mas apenas 30% de todos os funcionários podiam ser classificados como transitórios. A Kellogg, no entanto, estava tentando remover esse limite, que o sindicato alegou que faria com que a maioria dos funcionários fosse classificada como transitória. O sindicato se opôs a essas mudanças e também afirmou que a empresa estava ameaçando transferir algumas obras de produção para o México se essas mudanças não fossem implementadas. Em resposta, o presidente local da SITPCTG de Nebraska, Daniel Osborn, disse: “Muitos americanos provavelmente não têm muitos problemas com os chapéus da Nike ou da Under Armour sendo feitos em outro lugar ou até mesmo em nossos veículos, mas quando eles começam a fabricar nossa comida onde eles estão fora do controle do FDA e do controle da OSHA, eu tenho um grande problema com isso.” Além disso, o presidente da SITPCTG Local 3G afirmou que a empresa estava buscando eliminar os ajustes de custo de vida e deixar de oferecer pensões aos novos funcionários.

## Curso da greve

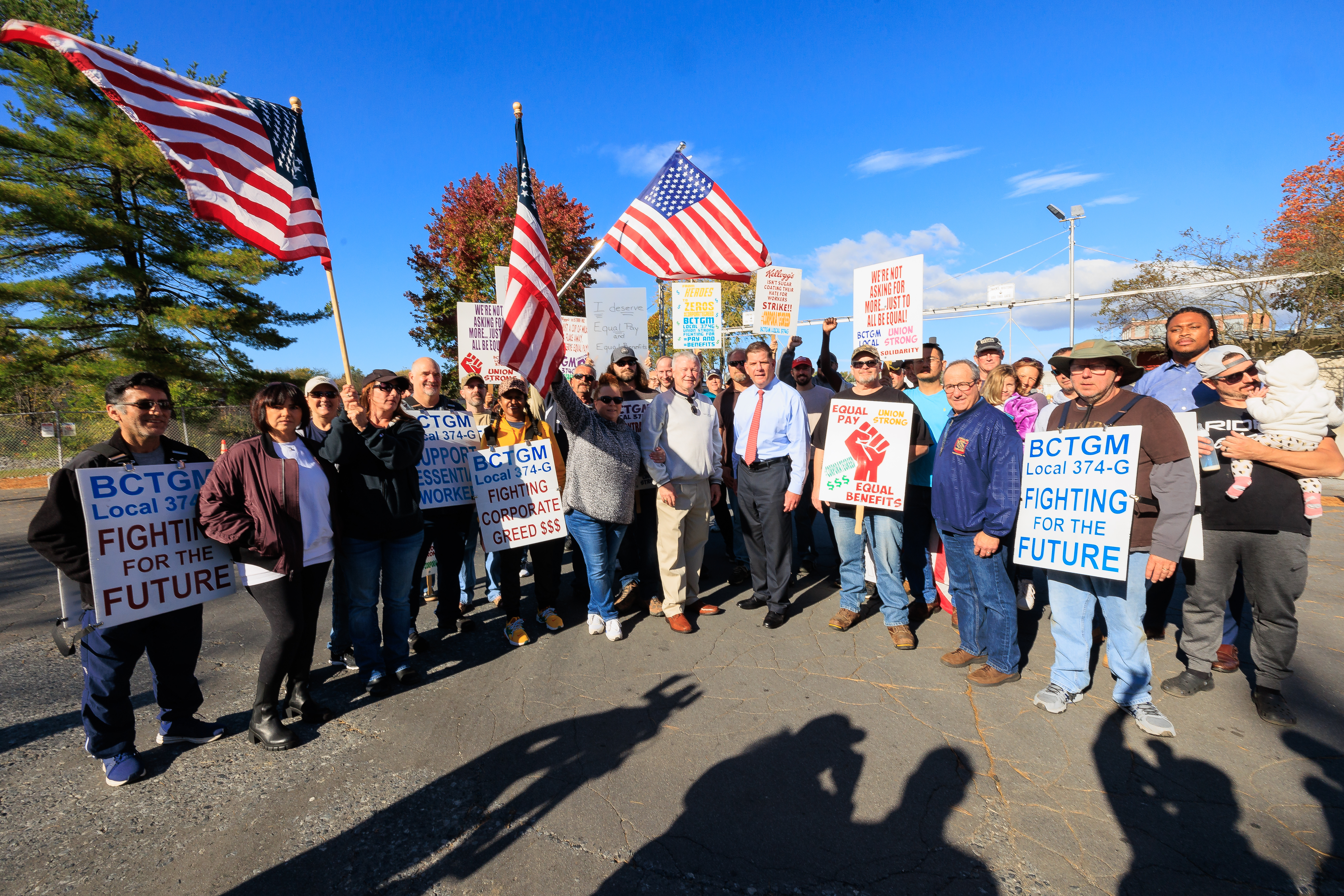
O secretário do Trabalho dos EUA, Marty Walsh, com trabalhadores em greve em 27 de outubro de 2021 na fábrica de Lancaster, Pensilvânia

A greve começou à 1h do dia seguinte, 5 de outubro de 2021, com piquetes começando fora das instalações da Kellogg. A greve afetou todas as quatro instalações americanas de produção da Kellogg, com todas elas encerrando as operações. No mesmo dia, a empresa afirmou que estava "implementando planos de contingência" para reduzir as interrupções no fornecimento,com um sindicalista declarando que a empresa tentaria trazer fura-greves.Posteriormente, a empresa esclareceu que usaria "funcionários assalariados e recursos de terceiros" para cobrir os grevistas. Além disso, a Newsweek informou que ainda não estava claro se a greve afetaria significativamente o fornecimento de produtos da Kellogg. Pouco depois do início da greve, o prefeito de Battle Creek, Mark Behnke, pediu a ambos os lados que voltassem às negociações. Falando ao HuffPost, um porta-voz do sindicato afirmou que, embora o sindicato não estivesse oficialmente instituindo um boicote, "apoiadores e consumidores certamente poderiam apoiar os trabalhadores da Kellogg e sua luta por um contrato justo ao escolher NÃO comprar os cereais da Kellogg enquanto a greve estiver em andamento." Segundo o sindicato, a greve é indefinida e vai continuar até que um novo contrato seja fechado. Em 11 de outubro, empreiteiros terceirizados começaram a chegar às fábricas da Kellogg para substituir os trabalhadores em greve. No dia seguinte, a Kellogg's divulgou um comunicado à imprensa em que esclarecia os "mitos" e "fatos" da proposta de contrato e das condições de trabalho em suas fábricas. Em seguida, o presidente do Local 50G de Omaha declarou que estava recomendando aos grevistas que retornassem ao trabalho por um período de 90 dias nos termos do contrato anterior, enquanto um novo contrato poderia ser ratificado. Apesar disso, um negociador da Local 50G afirmou em 13 de outubro que as negociações continuavam em um impasse. Naquele mesmo dia, uma grande manifestação foi realizada perto da fábrica que contou com a presença de apoiadores da greve e membros de vários outros grupos sindicais, incluindo membros da Federação do Trabalho de Omaha da AFL-CIO. O presidente da passeata foi o presidente emérito daquela federação, que já havia trabalhado na fábrica da Kellogg. Na mesma época, uma fotografia de um grevista fazendo piquete durante uma tempestade torrencial em Omaha em 12 de outubro se tornou viral online, com muitos compartilhando a imagem e comentando em apoio à greve.
Em 14 de outubro, vários membros do Legislativo de Nebraska, incluindo Carol Blood, Megan Hunt, Mike McDonnell e Tony Vargas, divulgaram um comunicado à imprensa em apoio aos grevistas e instando a Kellogg a negociar de boa fé com o sindicato. No dia seguinte, a Newsweek relatou que a Kellogg havia divulgado um anúncio buscando trabalhadores substitutos dispostos a "cruzar a linha do piquete" e ajudar na produção enquanto a greve estava ocorrendo, com o anúncio declarando: "Embora essas posições sejam temporárias no momento, eles poderiam levar a oportunidades permanentes no futuro."
Acordo proposto
Em 2 de dezembro, a administração da Kellogg e a liderança da SITPCTG anunciaram um acordo provisório para um contrato de cinco anos que teria aumentado os salários em 3% para os trabalhadores de longa data e estabelecido taxas salariais padrão para todos os funcionários classificados como "em transição", com o salário proposto começando em $22,76 para quando os trabalhadores forem contratados e recebendo um aumento de $0,90 por ano, durante os 6 primeiros anos. O acordo também daria a todos os funcionários transitórios uma promoção ao legado se eles tivessem trabalhado para a empresa por 4 anos, e teria incluído benefícios odontológicos e de visão aprimorados para todos os trabalhadores. Funcionários em transição também ganhariam tempo de férias adicional baseado em sua permanência na empresa. No entanto, o contrato também teria preservado o sistema salarial de duas camadas favorecido pela administração da empresa, cuja remoção era o objetivo principal do sindicato.
Anúncio de substituição de trabalhadores
Os membros do sindicato rejeitaram esmagadoramente o acordo provisório em uma votação de 5 de dezembro. Após a votação, em 7 de dezembro, a administração da Kellogg anunciou que buscaria substituir todos os 1.400 trabalhadores em greve.

## Boicote e reação das mídias sociais
Após vários chamados nas redes sociais, feitas após o anúncio de que os trabalhadores seriam demitidos, um boicote foi iniciado. O subreddit r/antiwork, dedicado às discussões sobre a exploração dos trabalhadores pelos ricos e poderosos, começou uma campanha em solidariedade com os trabalhadores em greve para inundar o sistema de contratação da Kellogg que pretendia substituir os trabalhadores em greve. Os usuários do Reddit também criaram scripts automatizados para aplicar e superar as tentativas de Kellogg de bloquear aplicativos automatizados. Isso dificultou o recrutamento de trabalhadores substitutos para a Kellogg. No entanto, a Kellogg tentou responder usando agências de recrutamento em vez de recrutamento direto. O presidente Joe Biden levantou questões éticas sobre o comportamento de Kellogg, afirmando que "substituir permanentemente trabalhadores em greve é um ataque existencial ao sindicato e aos empregos e meios de subsistência de seus membros" e que "há muito tempo se opõe a substituições permanentes de grevistas e ... [apoia veementemente] a legislação proibiria essa prática".